# オットー・グートフロイント
オットー・グートフロイント（Otto Gutfreund、1889年8月3日 - 1927年6月2日）は、チェコの彫刻家である。チェコの現代彫刻を代表する彫刻家で、初期のキュビスムの歴史において重要な人物であった。

## 略歴
チェコ、フラデツ・クラーロヴェー州のドヴール・クラーロヴェー・ナト・ラベム(Dvůr Králové nad Labem)のユダヤ人の家庭に生まれた。1903年からベヒニェ(Bechyně)の陶芸学校で学んだ後、1906年から1909年までプラハの工芸学校で学んだ。1909年にパリで短期間、過ごし、アカデミー・ドゥ・ラ・グランド・ショミエールで彫刻家のアントワーヌ・ブールデルの学生になった。
チェコのキュビスムの画家エミール・フィラ（1882-1953）とボフミル・クビシュタ（1884-1918）らとキュビスムのスタイルを研究し、パブロ・ピカソやアレクサンダー・アーキペンコとキュビスム彫刻の先駆者の一人となった。1911年にプラハで「Skupina výtvarných umělců」という美術家グループを設立し、1912年には2回の展覧会を開催した。1913年にベルリンで開かれた大規模な現代美術展「最初のドイツ秋季展」に出展し、その後、ヘルヴァルト・ヴァルデン(Herwarth Walden: 1879-1941)が経営する「Der Sturm」画廊などにも出展した。
第一次世界大戦が始まると1914年に画家のフランティセック・クプカとともにチェコ人で構成された軍団に入隊し、オーストリア＝ハンガリー帝国軍と戦たったが、1916年に軍団兵の非人間的な環境に抗議して、フランス軍への転属を求めたことが、上官に対して、反抗的であると見なされ、プロヴァンスの収容所に送られ、1916年から1919年の休戦後までそこに留置された。
第一次世界大戦後のパリで貧窮した生活を送った後、1920年にプラハに戻り、1918年に成立したチェコスロバキア共和国の近代を進める世代のリーダーの一人となった。このころはキュビスムのスタイルから離れ、具象的な作品を制作し、グートフロインの芸術的業績は、新しい共和国の多くの若い芸術家に影響を与えた。
1920年から1927年までチェコの美術家グループ「Cercle artistique Mánes」のメンバーであった。1926年にプラハの工芸学校の教授に任命され、多くの公的な職務も務めた。
1927年6月にプラハのヴルタヴァ川のストジェレツキー島（Střelecký ostrov）で水泳をしていて溺死した。

## 作品

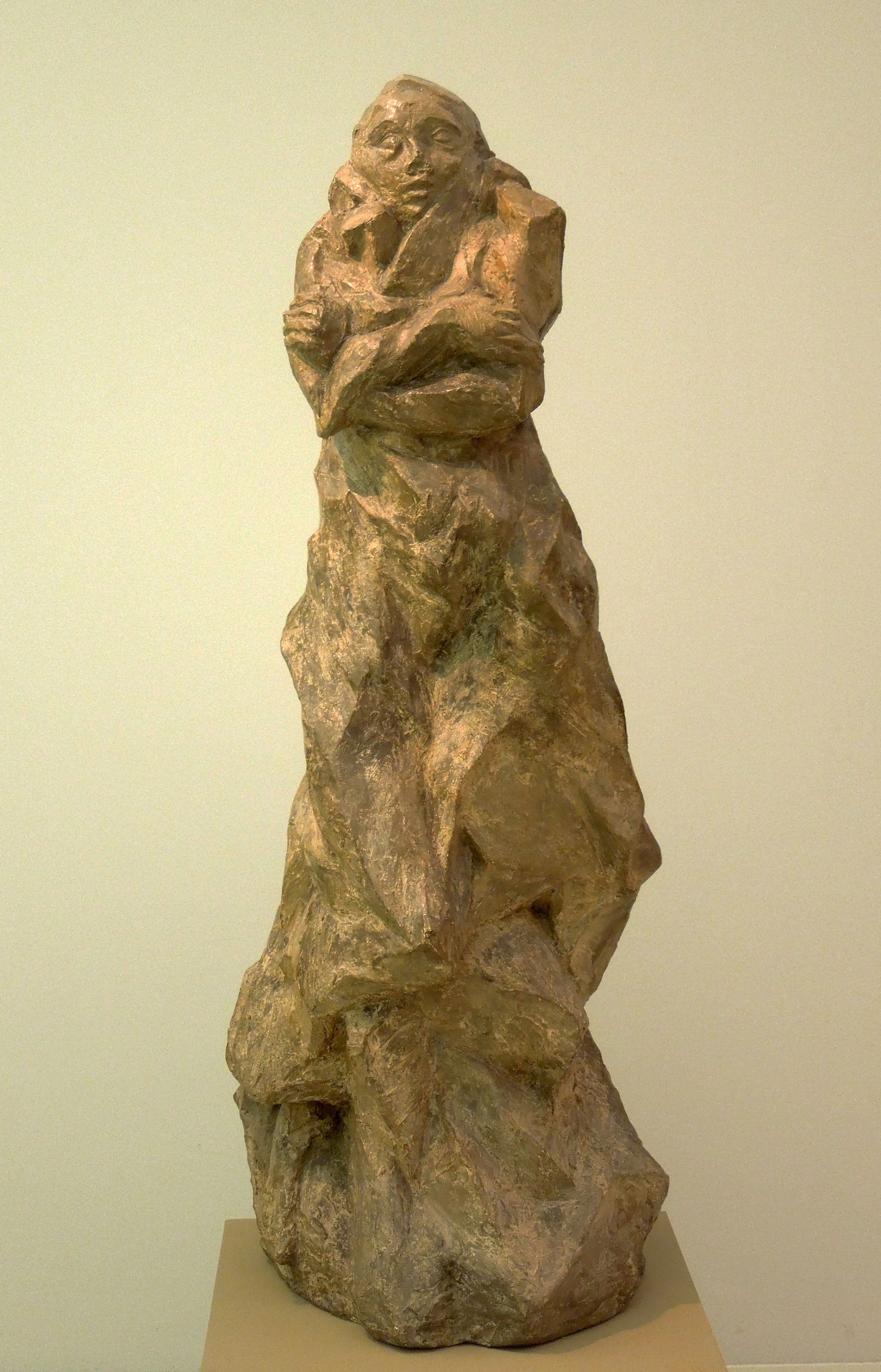
不安 (1911/1912)
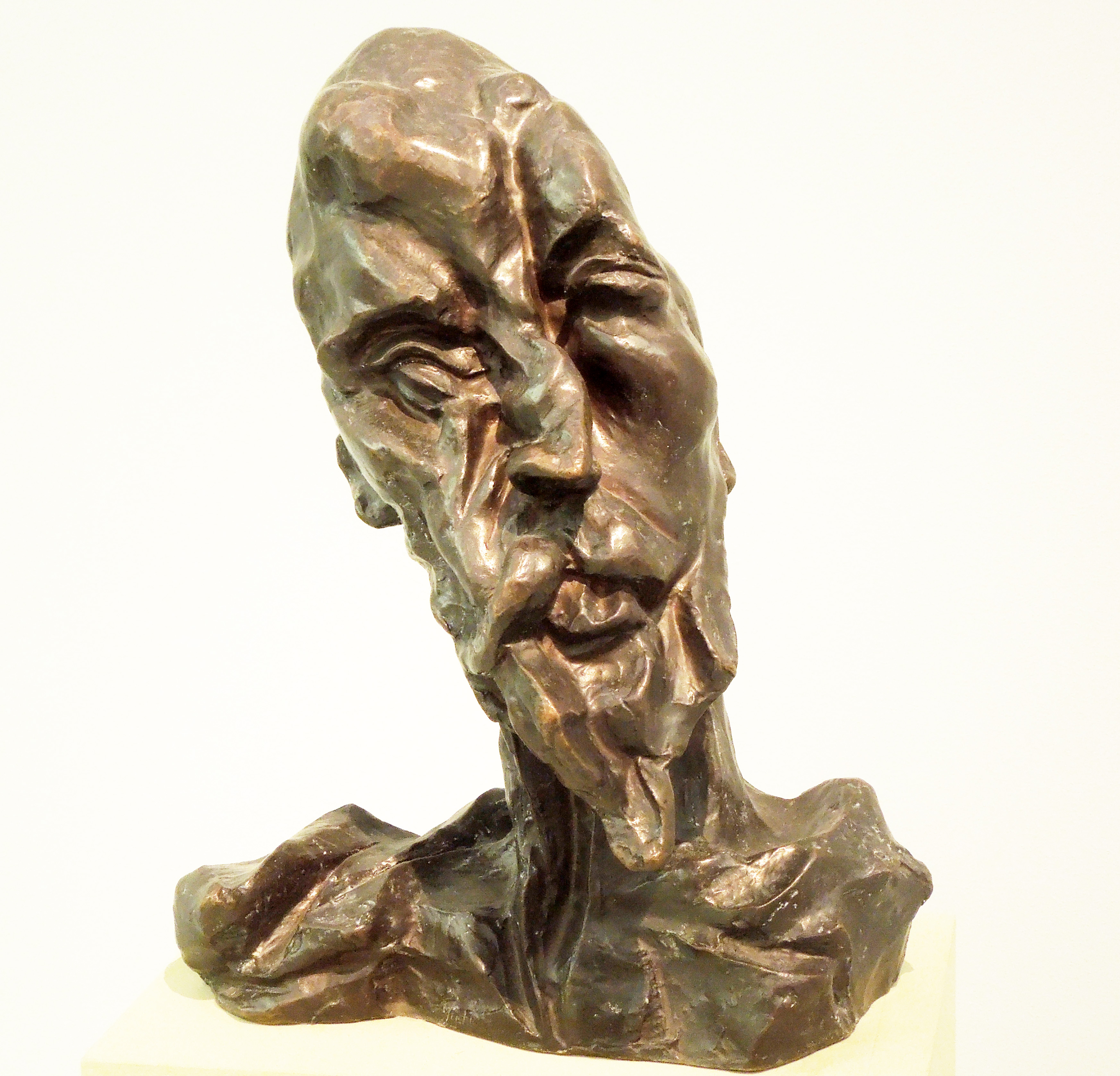
ドン・キホーテ (1911/1912)
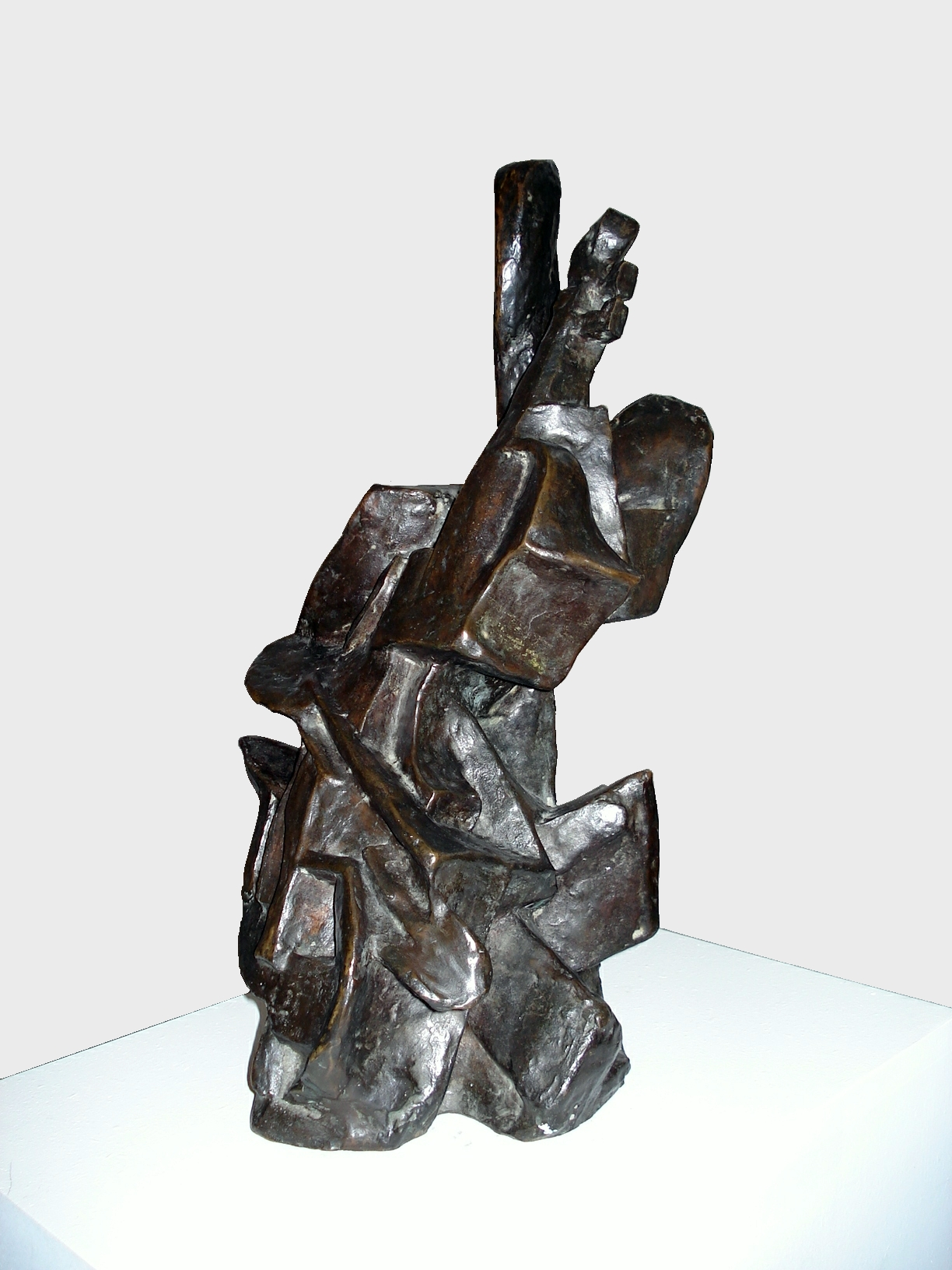
チェロ奏者(1912/1913)
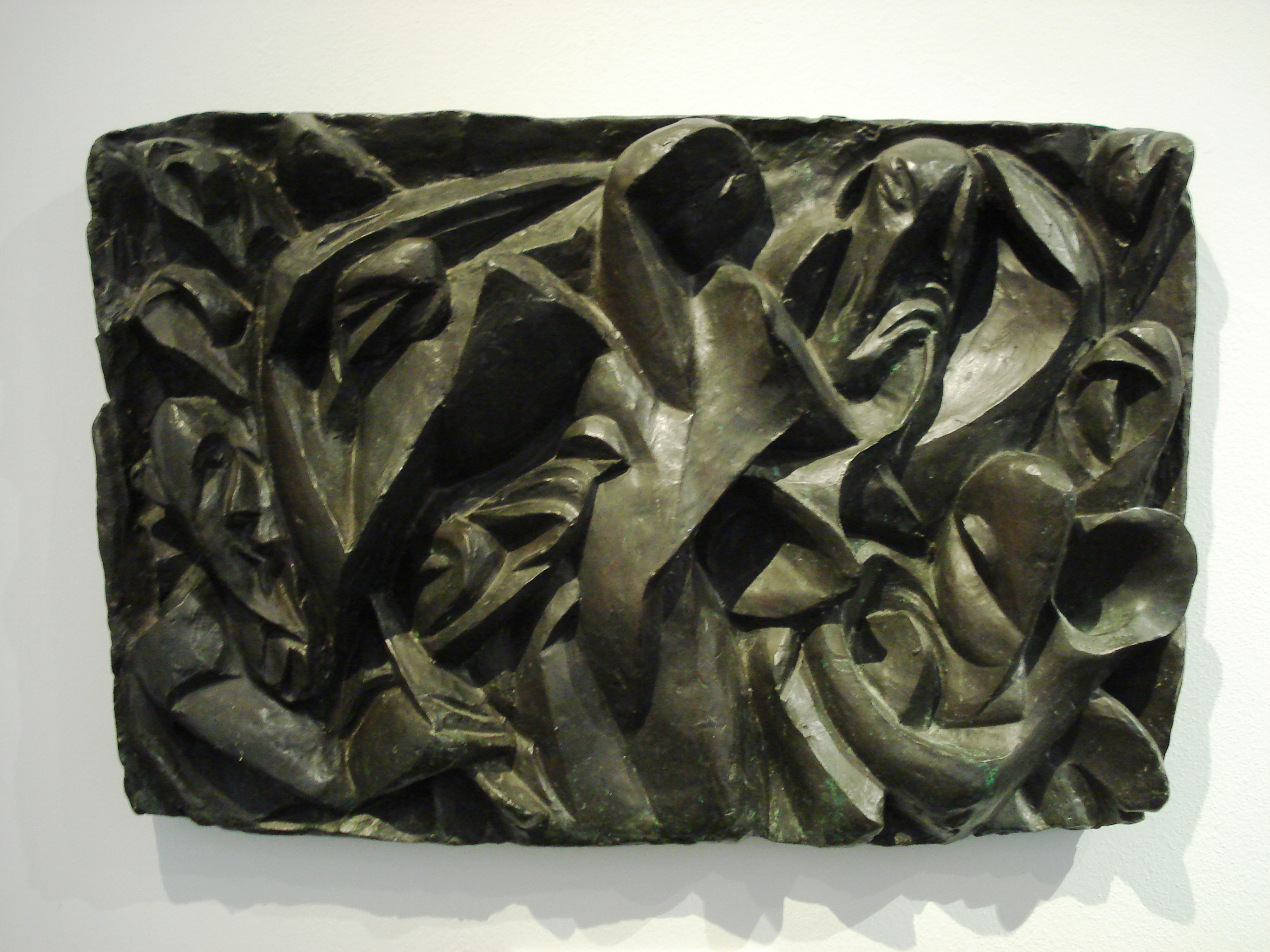
コンサート (1912/1913)
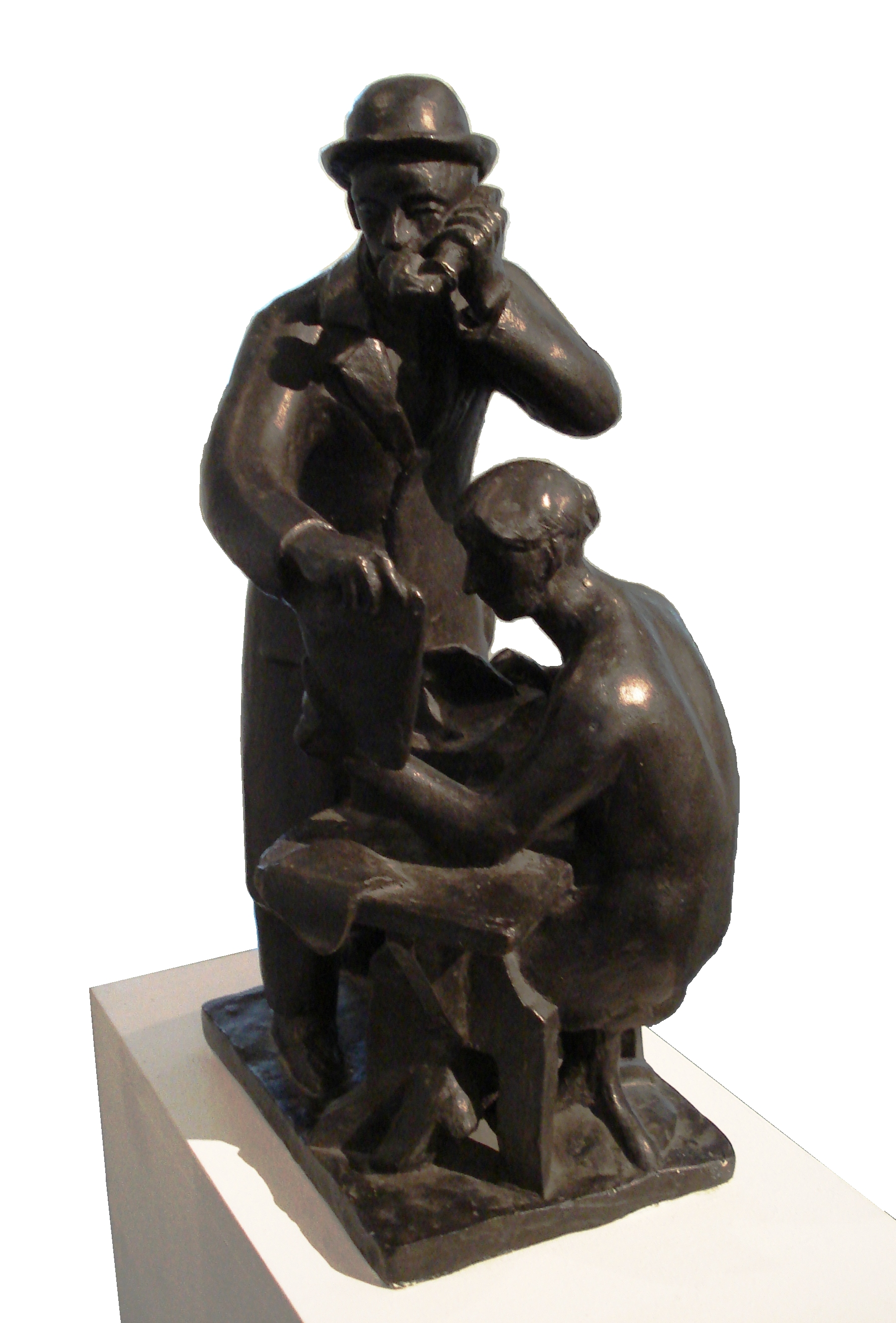
仕事 (1923) カンパ博物館
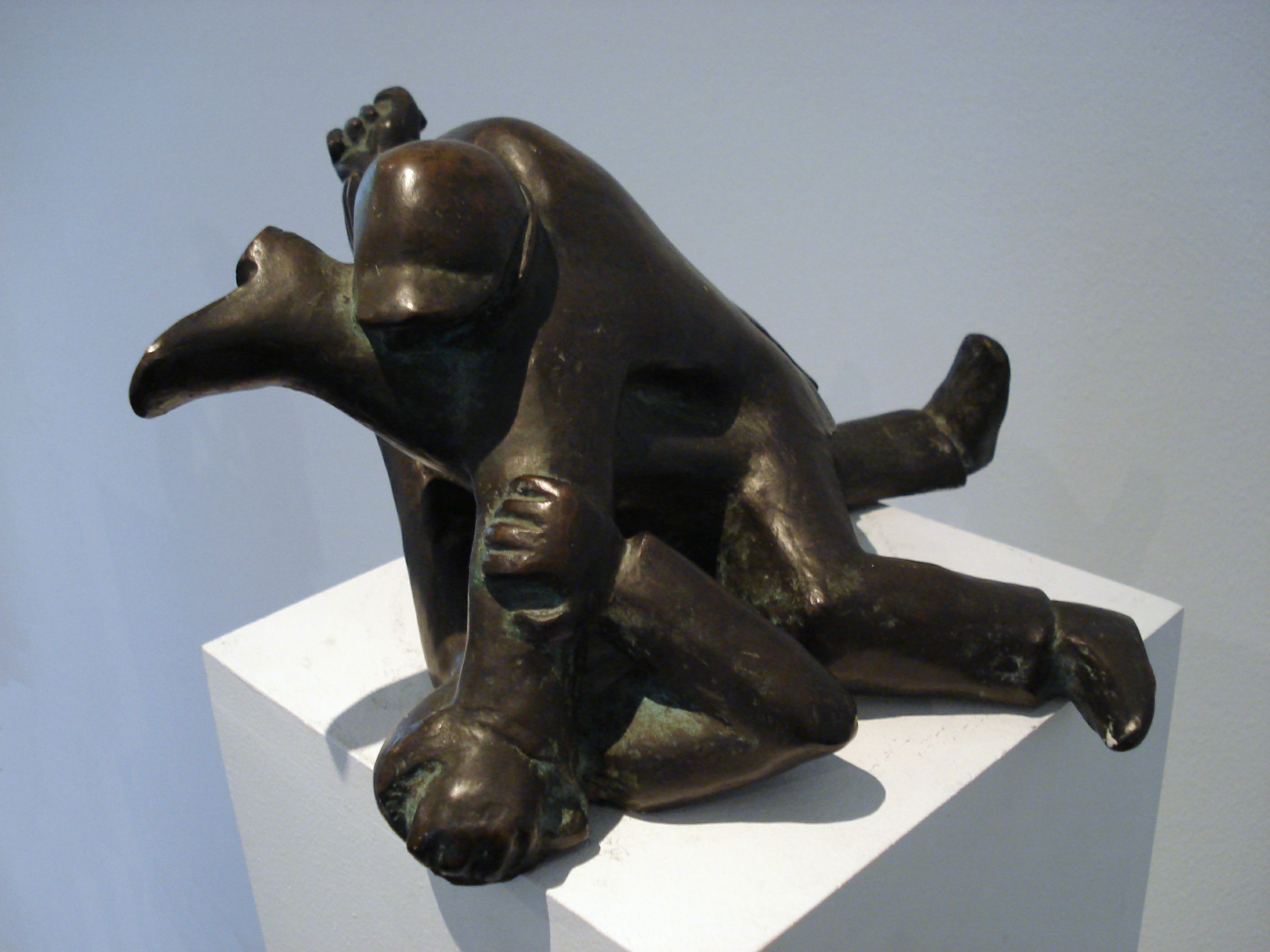
戦士たち (1924) カンパ博物館
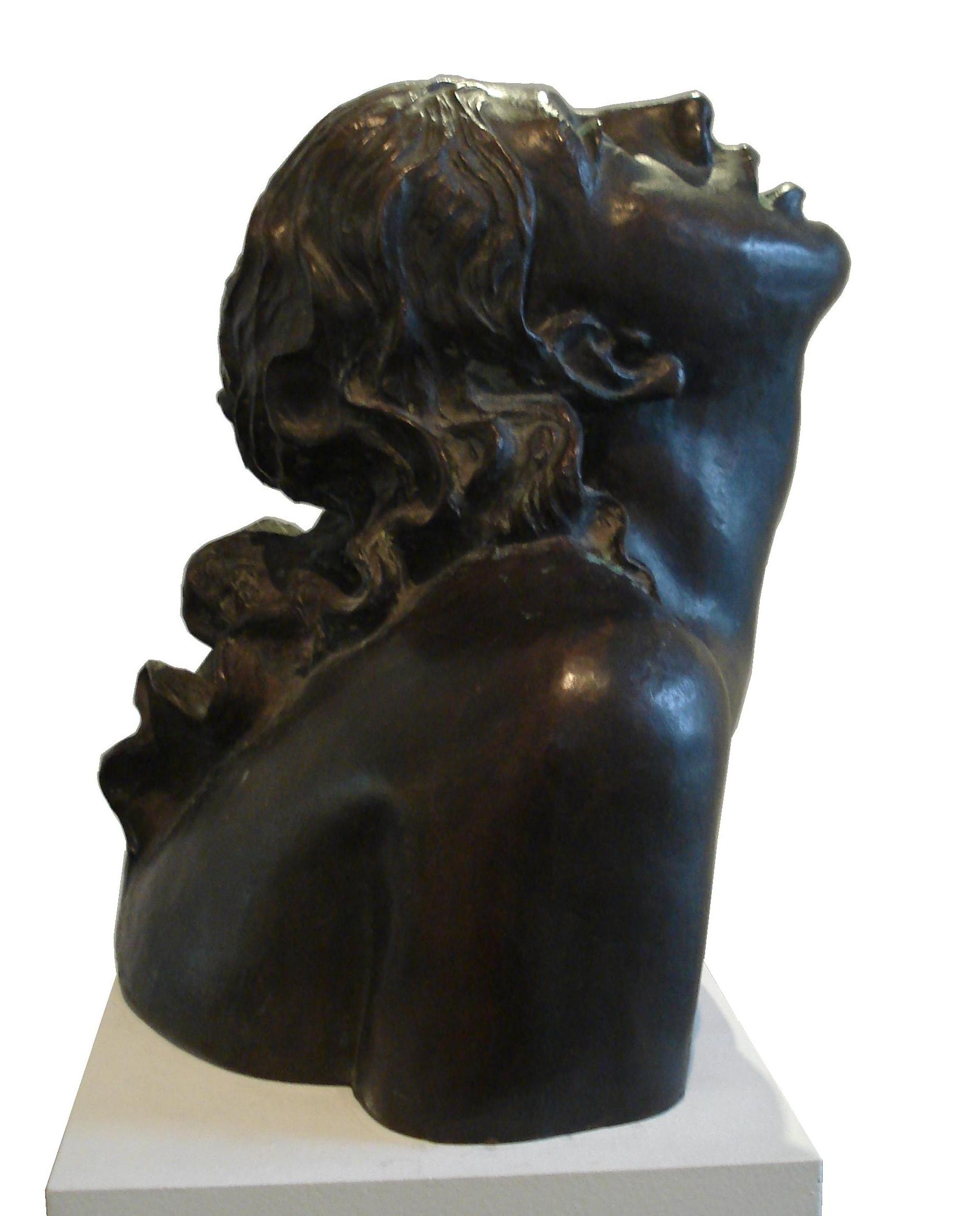
見上げる女性 (1924) カンパ博物館
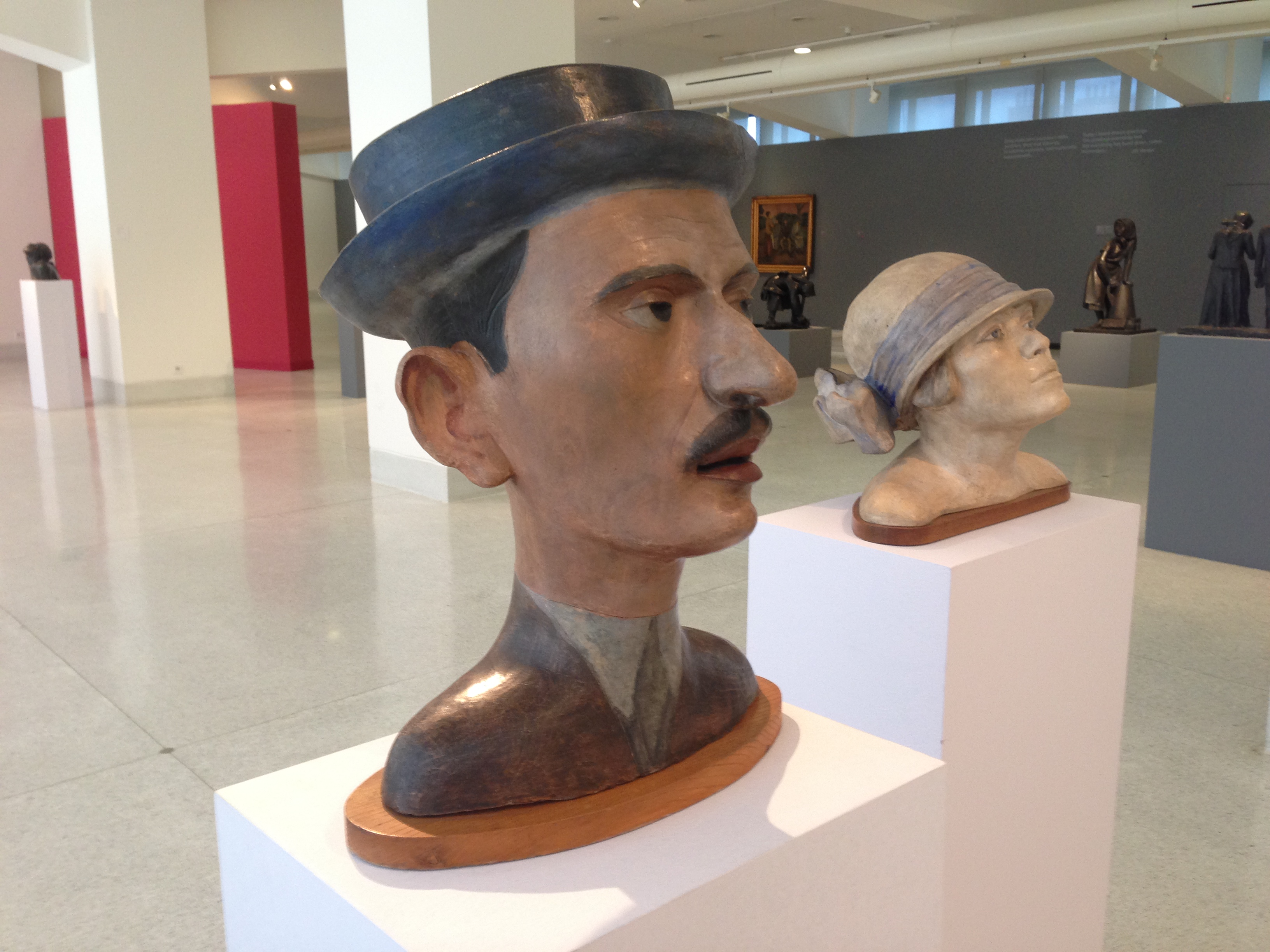
彫刻家自身の像(1919)と妻ミラダの肖像彫刻(1923/1924年)